# Arboga Tidning (1858)
Arboga Tidning var en dagstidning under utgivningsperioden 16 oktober 1858 till den 31 december 1880. Tidningens fullständig titel var i början Arboga Tidning men ändrades den 10 oktober 1862 till Arboga nya tidning. Den 28 juli 1871 ändrades den åter till Arboga Tidning. 1874 blev den Nya Arboga Tidning till 31 december 1880 då tidningen gick upp i Arboga Posten. Tidningen ägdes åren 1858 till 1880 av medlemmar i familjen Söderqvist.

## Redaktion
Tidningsredaktionen var hela tiden i Arboga. Utgivningsbevis för tidningen Arboga Tidning utfärdades för Louise Charlotta Christina Söderqvist den 30 september 1858, för Arboga nya Tidning för bokhållaren vid Köping-Hults järnväg Emanuel Matthias Söderqvist den 26 september 1862 som dog 4 augusti 1871. Då fick hans änka Carolina Söderqvist, född Carlsson, den 13 juli  1871 för  Arboga Tidning  samt slutligen den 20 juni 1874 för Nya Arboga Tidning för fotografen Carl August Johansson 1874 med vilken änkefru Carolina Söderqvist ingått nytt äktenskap. I slutet av år 1880 sålde C. A. Johansson tidning och tryckeri till gårdsägaren Per Erik Anderson, som ändrade titeln till Arboga-Posten
Tidningen kom ut en dag i veckan fredagar till 22 november 1867, därefter 2 dagar i veckan tisdag och fredag till 29 december 1876 varefter den åter blev endagarstidning på fredagar till dess att den upphörde.

## Tryckning
Tidningen trycktes hos  Louise Söderqvist från 1858 till den 3 oktober 1862, sedan hos Emanuel Matthias Söderqvist från den 10 oktober 1862 till 12 juni 1872 och därefter hos C. A. Johansson. Som typsnitt användes frakturstil och antikva, enbart antikva från 1877 till 1880. Tidningen hade fyra sidor i folioformat med 4 spalter 34,3 - 38 x 24,3 cm satsyta 1858-1866 och 1871 -1876 3 spalter på satsytan 36 x 24 cm.1867- 1870 hade tidningen 4 spalter omväxlande med 5 spalter på  46 x 31 cm åren 1877-1880. Priset för tidningen 1 riksdaler riksmynt  från oktober 1858 till december.  4 riksdaler 1859-1867, 6 riksdaler 1868 och 1869, 5 riksdaler 1870-1876 och 4 kr och 50 öre 1877-1880. 